# Paralacydes roseata
Paralacydes roseata là một loài bướm đêm thuộc phân họ Arctiinae, họ Erebidae.